# Temesvár története
Temesvár több uralmat élt át, és történetének legnagyobb részében fontos helység volt a régiójában, sőt, azokban az államokban, amelyekhez tartozott. Első hiteles írásos megemlítése valószínűleg 1266-ból származik, amikor a Magyar Királyság területén volt. Magyarország fővárosának is lehet tekinteni a 14. század néhány évében. A 16. században oszmán kézre került, majd a 18. század elején a Habsburg Birodalom kerítette hatalmába. Ennek keretében újból Magyarország egyenes fennhatósága alá került a 18. század vége felé, hogy az 1848–49-es forradalom és szabadságharc leverése után ismét Bécs uralkodjon közvetlenül felette. Kevéssel az Osztrák–Magyar Monarchia megalakulása előtt megint Magyarországhoz került 1918-ig, amikor Romániához csatolták. A II. világháború után Temesvár történetének legfontosabb eseménye az 1989-es romániai forradalom kirobbanása volt ebben a városban.

## A legrégibb időktől az oszmán-törökök bevonulásáig (–1552)
A mai Temesvár területe ősidők óta lakott. A majdani város földrajzi elhelyezkedése kedvező volt az emberek élete szempontjából, három fontos folyó (a Maros, a Tisza és a Duna) közelségének, a termékeny síkságnak és a szélesen elterülő lankáknak és mocsaraknak köszönhetően.
A legrégibb leletek a újkőkorszakból valók. A vinča–tordosi kultúra idejéből kerámia- és lakóhelymaradványokat találtak a város területén. A bronzkorból a legfontosabb lelet egy hamvasztásos temetkezési hely, amely stabilan lakott helységre utal. A római korból pénzérmék és fibulák is kerültek elő. A 3.–4. századból előkerültek a mezőgazdasággal és az állattenyésztéssel való foglalkozásra utaló leletek, valamint helybéli és római kerámia.
A 13. századig tartó időszakról nincs semmiféle dokumentum. Ekkor a régió a Magyar Királyság része volt. A legelterjedtebb nézet szerint az első Temesvár létét tanúsító írás egy 1212-beli II. András király által kiadott oklevél. Mások szerint viszont az ebben említett Castrum Temesiensis nem a Temesközben, hanem Pozsony vármegyében volt, és egy 1266-ban keltezett levelet tartanak hitelesnek mint Temesvár első írásos dokumentálását. Ebben V. István király Parabuch ispánnak adományozott többek között egy Rety nevű birtokot, amely addig a mai Temesvár területén fekvő várhoz tartozott. Ez egy téglalap alakú földvár volt, amelynek három oldalát folyóágak, a negyediket pedig csatorna védte, és az adománylevélben castrum Tymes néven szerepel.

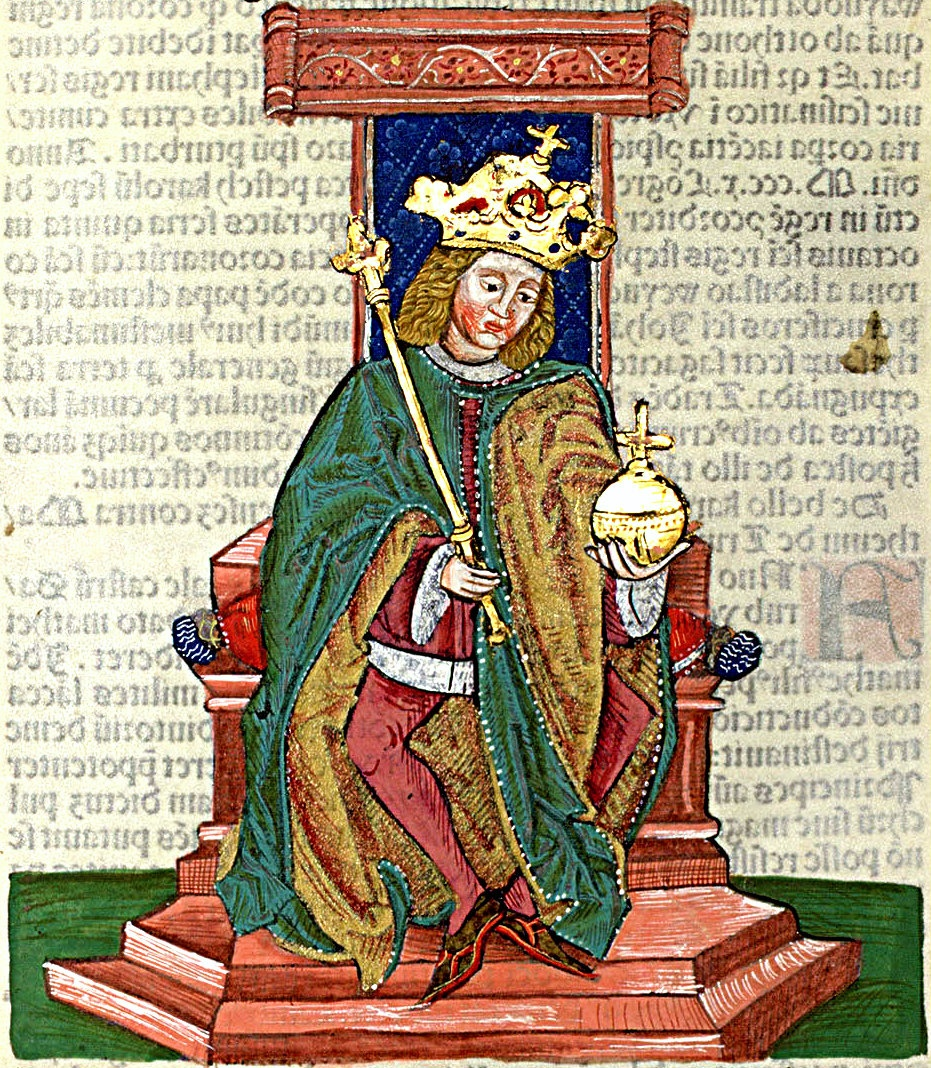
I. Károly a Thuróczi-krónikában

Mivel Temesvár stratégiai ponton helyezkedett el, ahonnan a bánsági síkság nagy részét lehetett figyelem alatt tartani, úgy a vár, mint a temes-vármegyei főispáni funkció egyre fontosabbak lettek. I. Károly magyar király 1307-ben meglátogatta a várat és királyi várkastély építését rendelte el a mai Történelmi Múzeum helyén. Ezt olasz mesterek alkották meg téglaalapú udvar köré. Építőanyaga tégla volt és saroktornyokkal volt ellátva. A tartományurakkal való viaskodások idején több évre a király ide tette át székhelyét. Az időszak meghatározása nem egységes: 1307–1315, 1313–1318, 1316–1323, vagy 1315 tavasza – 1323 nyara. Ezzel a település politikailag és kereskedelmileg is fontossá vált, lakossága megnövekedett. 1330-ban a király újra Temesvárra jött. Innen indult I. Basarab havasalföldi fejedelem ellen.
Egy 1342-beli dokumentum már cives de Temesvar-ról tesz említést, azaz „temesvári polgárok”-ról, de ez nem bizonyítja, hogy királyi oklevél által biztosított előjogokkal bíró civitas lett volna, hiszen utólag többször (1416, 1488–1492, 1507, 1552) oppidum-ként, azaz mezővárosként jelent meg dokumentumokban. Már ekkor az Oszmán Birodalom komolyan fenyegette a Magyar Királyságot, ezért 1397-ben, Zsigmond király idejében itt tartottak országgyűlést a közelgő török veszedelem elhárításáról.

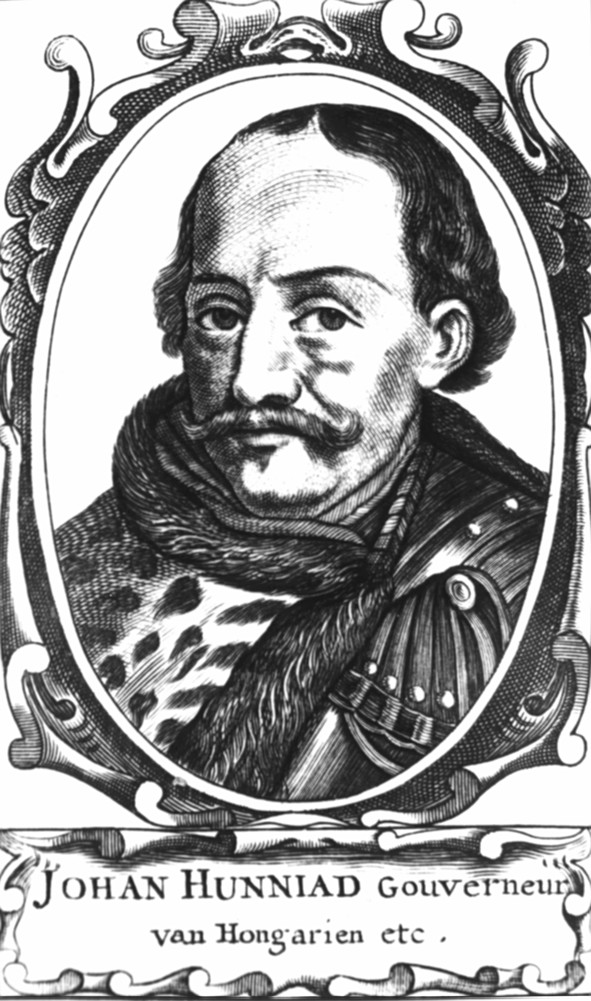
Hunyadi János

1441-ben Hunyadi János vált Temes vármegye főispánjává. Temesvárra költözött családjával, itt gyülekeztek az általa vezérelt haderők, és innen indult a csatáiba. Az ő idejében, 1443-ban földrengés sújtotta a várost, és a várkastély súlyos károkat szenvedett. Hunyadi János olasz mesterekkel felújíttatta. A kastély a Hunyadiak tulajdonában maradt 1490-ig. Mátyás király uralma alatt Temesvár egy egész védelmi rendszer kulcspontjává vált, ezért az Oszmán Birodalomnak egyre fontosabb volt megszerezni. Meg is próbálták 1462-ben és 1467-ben, de nem sikerült. 1478-ban a király Kinizsi Pált tette meg Temes vármegye főispánjának.

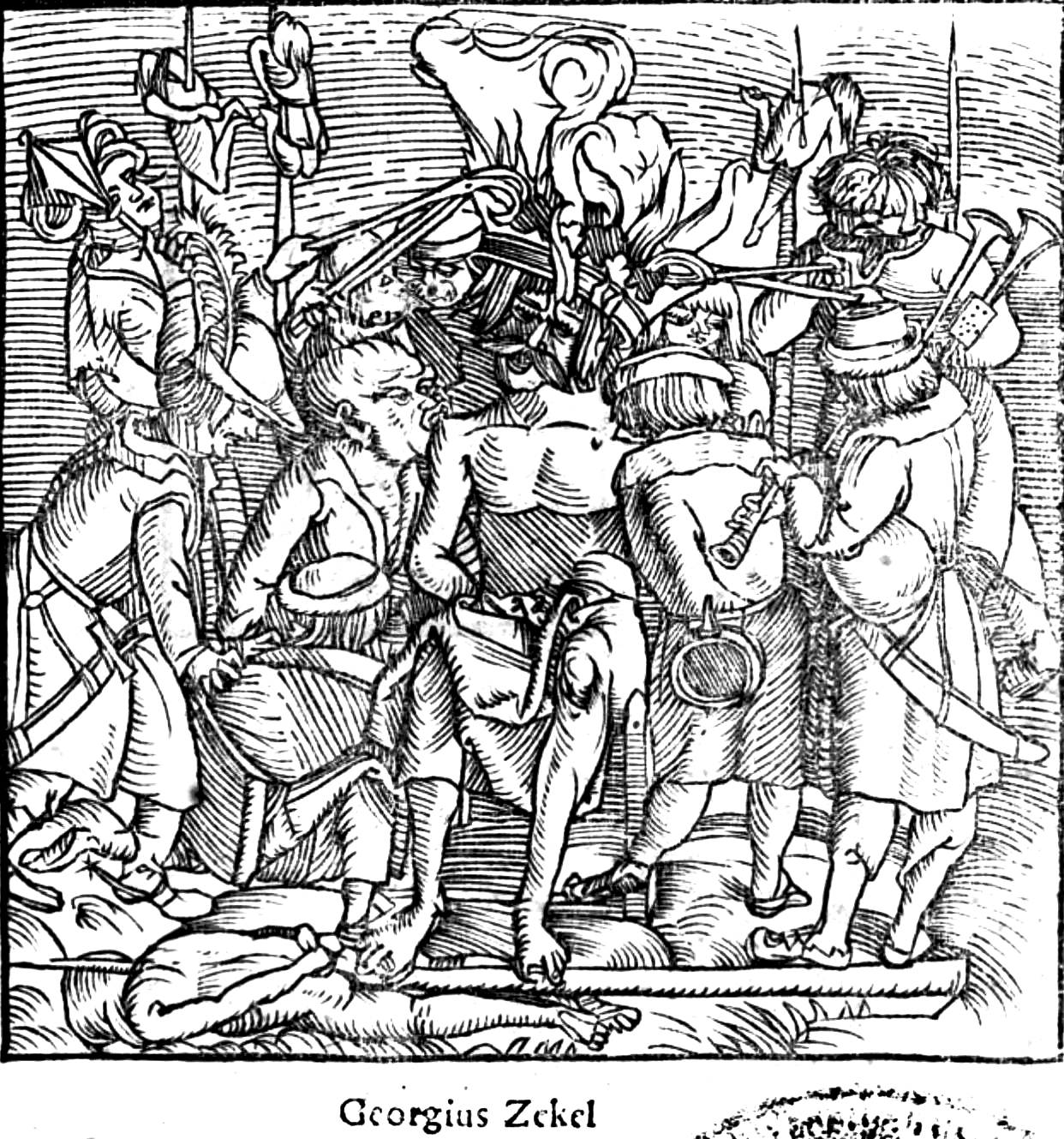
Dózsa György kivégzése

1514-ben Temesvár közelében győzte le Szapolyai János serege Dózsa György paraszthadát, melynek vezérét Temesváron végezték ki. A kivégzés pontos helye vitatott. Hagyományosan a mai Mária-teret tekintik ennek, ahol a Segítő Boldogasszony szobra áll, de újabb feltételezés szerint a bitófa a várkastély közelében volt.

## Az oszmán-török uralom időszaka (1552–1716)

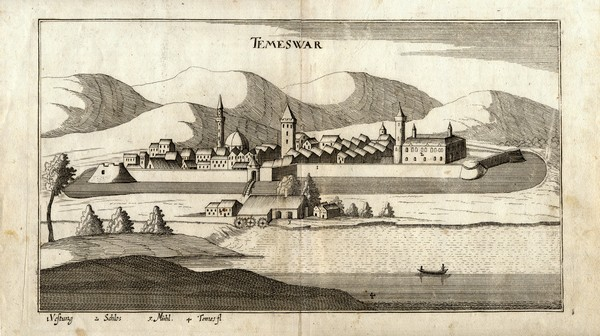
Temesvár az oszmán időkben

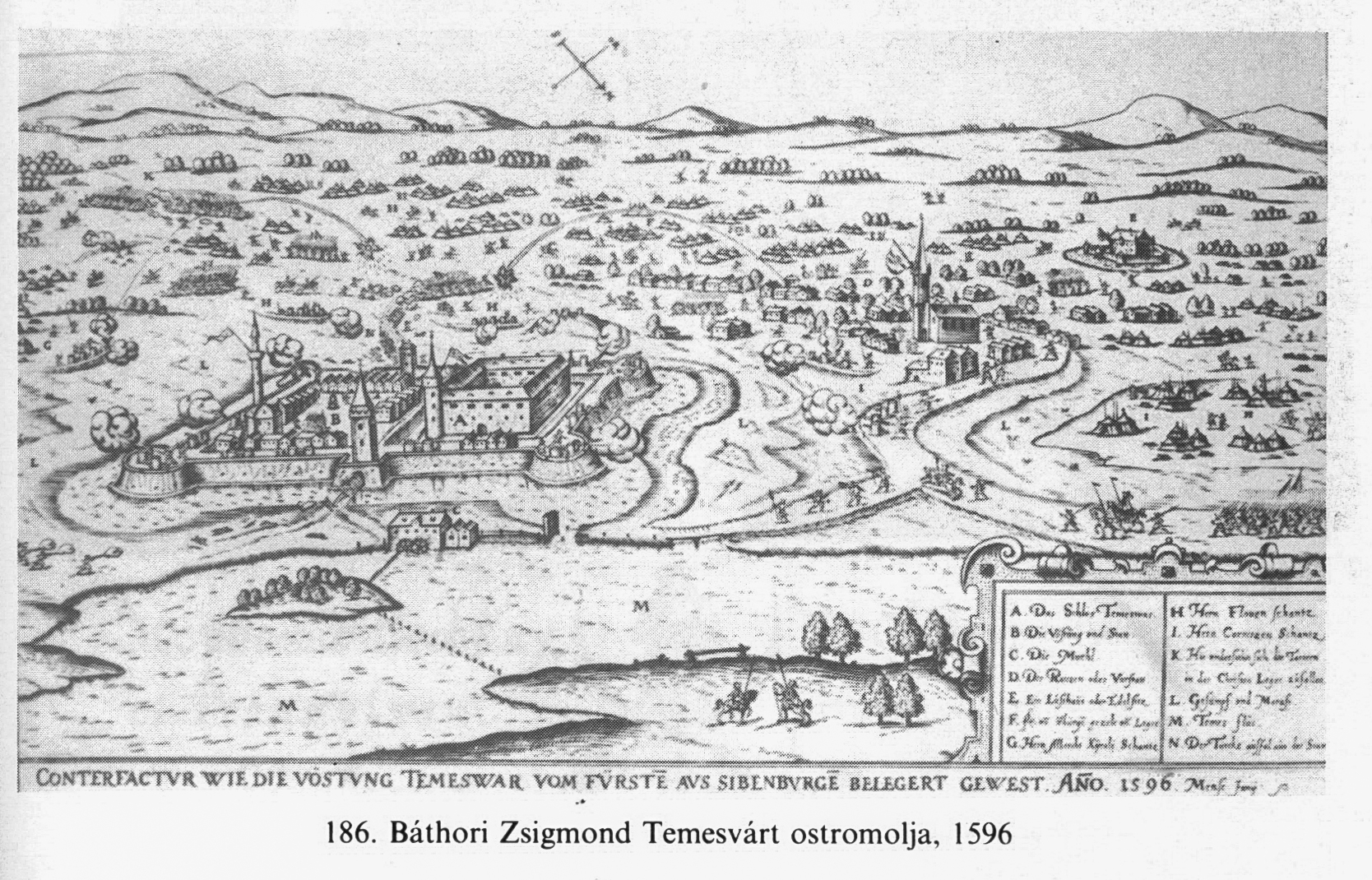
Báthory Zsigmond ostromolja Temesvárt 1596 júniusában. Johann Siebmacher rézkarca

Szapolyai János halála után Erdély és a Bánság a Habsburg Birodalom hatalmába került. 1551-ben a törököknek ismét nem sikerült bevenniük Temesvárt, de 1552 júliusában Ahmed pasa vezérletével régebbi források szerint 160 000 fős, de valójában mindössze csak 30 000 fős sereg ostromolta meg a várost, amelyet csak alig több mint kétezer főnyi spanyol, magyar, cseh, német és itáliai katona védett. A 25 napos ostrom vége felé a törökök lerombolták a város víztornyát. Ilyen körülmények között Losonci István főispán megegyezett Ahmed pasával a város feladásában, azzal a feltétellel, hogy a megmaradt katonák és a város lakosai szabadon vonulhassanak el. A törökök nem tartották be ígéretüket, és lemészárolták az ostrom túlélőit, a súlyosan megsebesült Losonci Istvánt pedig lefejezték. Hősi haláláról Tinódi Lantos Sebestyén írt ugyanabban az évben Az vég Temesvárban Losonczi István haláláról című munkájában.

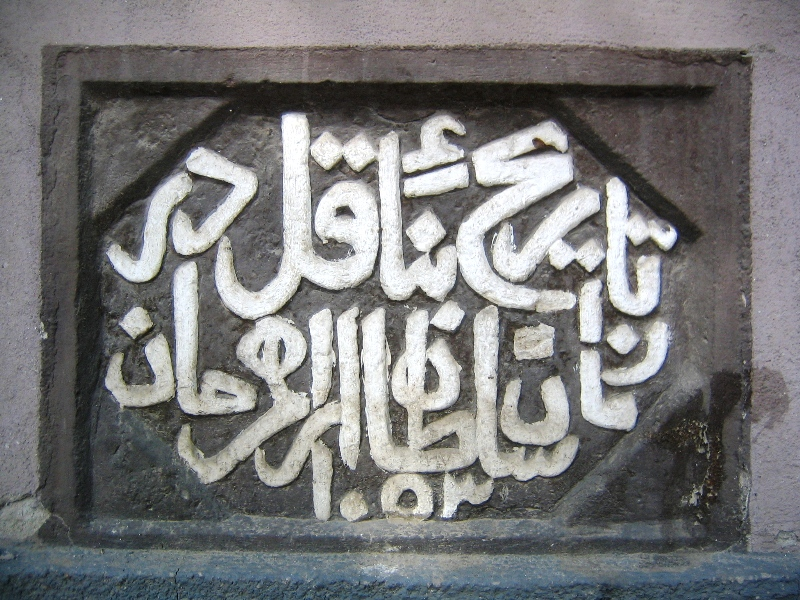
A 18. századbeli Városháza falában található felirat

A Bánság egy része oszmán tartománnyá vált (ugyanolyan rangúvá, mint a budai székhelyű). Székhelye Temesvár lett. Kormányzója magas rangú személy volt, pasa vagy vezír. Minden hátránya ellenére, a török uralom alatt a város környékén fejlődött a mezőgazdaság, és Temesvár fontos kereskedelmi központ volt. Muszlim kereskedők mellett ekkor telepedtek le a városban az első zsidó lakosok is, szefárd eredetűek. A házakat agyagból építették és fazsindellyel fedték, az utcákat fával burkolták. A vizet a Bégából nyerték. A mocsarak és a sok csatorna miatt a város minden negyedét saját erődítmény védte, amelyet fából és földből építettek.
Az Oszmán Birodalom számára Temesvár nagy stratégiai jelentőséggel bírt. Az itteni helyőrségből indítottak katonai akciókat a közeli régiókba. Gyakran jöttek a városba seregek, fontos személyek (beleértve a szultánt), idegen követek.

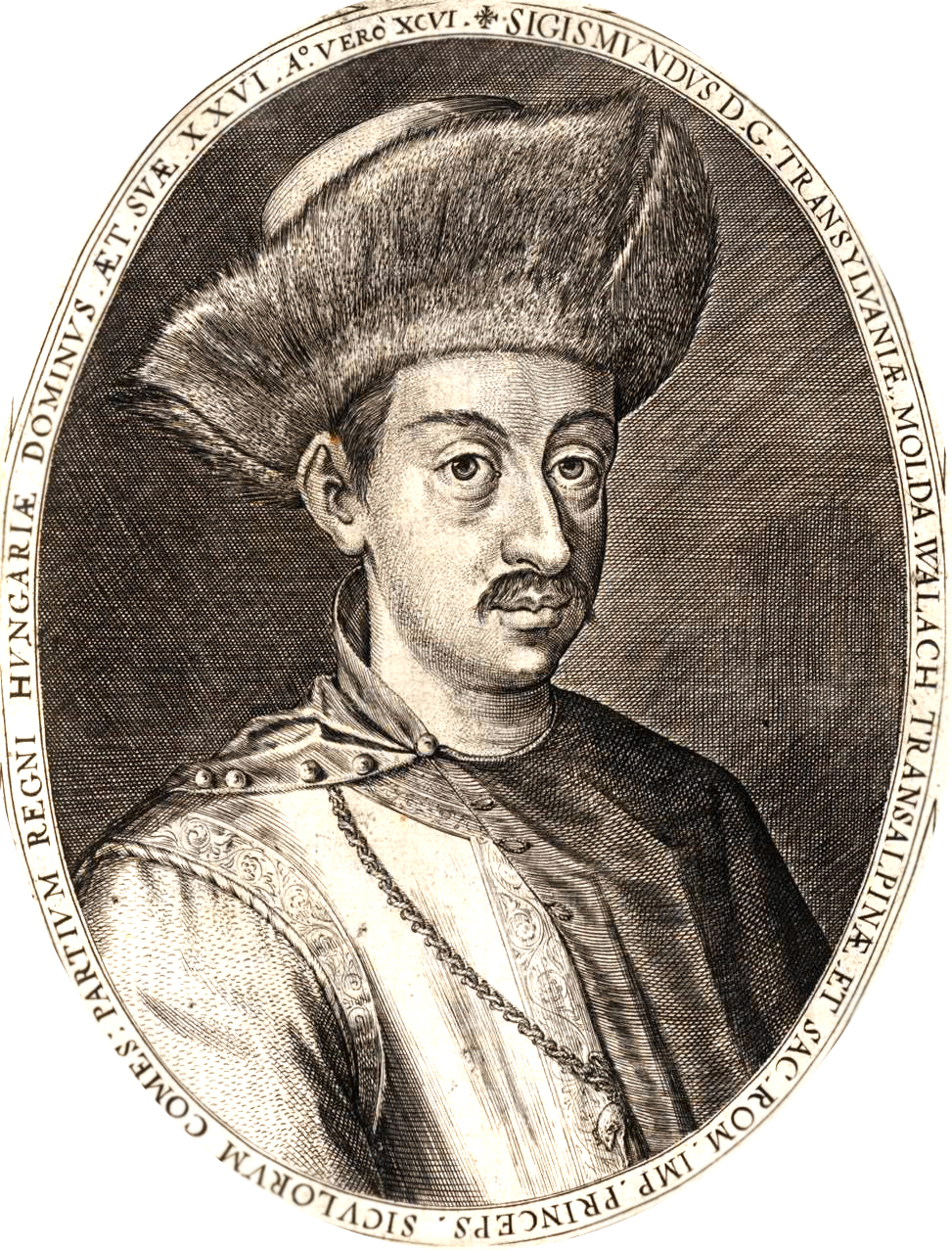
Báthory Zsigmond

1594-ben felkelések indultak a török uralom ellen, egyelőre Temesvár elérése nélkül. 1595-ben a Báthory Zsigmond erdélyi fejedelem által kinevezett Borbély György karánsebesi bán seregei sikereket értek el Temesvár környékén, majd Báthory Zsigmond seregei támadták meg először a várat és ostromolták 40 napon át, de sikertelenül. 1597-ben Jósika István vezette erdélyi csapatok megkezdték Temesvár ostromát, majd tíz nap múlva elvonultak, szintén eredménytelenül. 1600-ban II. Mihály havasalföldi fejedelem katonái portyáztak Temesvár külvárosaiban.
Temesvár fontos szerepet töltött be az Erdélyi Fejedelemség harcaiban a Habsburgok ellen. 1602-ben, a Tövis melletti vereség után Székely Mózes ide menekült, és innen írt levelet magyar nyelven a török szultánnak, hogy a fejedelmi címet kérje, majd 1603-ban innen indultak a függetlenségpárti magyarok Székely Mózessel az élen, hogy Erdélyt felszabadítsák a Habsburgok alól. Bethlen Gábor is, aki Székely Mózessel együtt tartózkodott Temesváron, ugyancsak török segítséggel került a fejedelmi székbe 1613-ban. Ugyancsak idejöttek a törökök segítségét kérni Havasalföldről, de még Moldvából is ezen országok fejedelemségére pályázó nemesek.
1652-53 fordulóján a város előkelői fellázadtak Musztafa pasa ellen azért, mert véleményük szerint a pasa visszaélt a hatalmával.

## Az osztrák és az osztrák-magyar időszak (1716–1918)

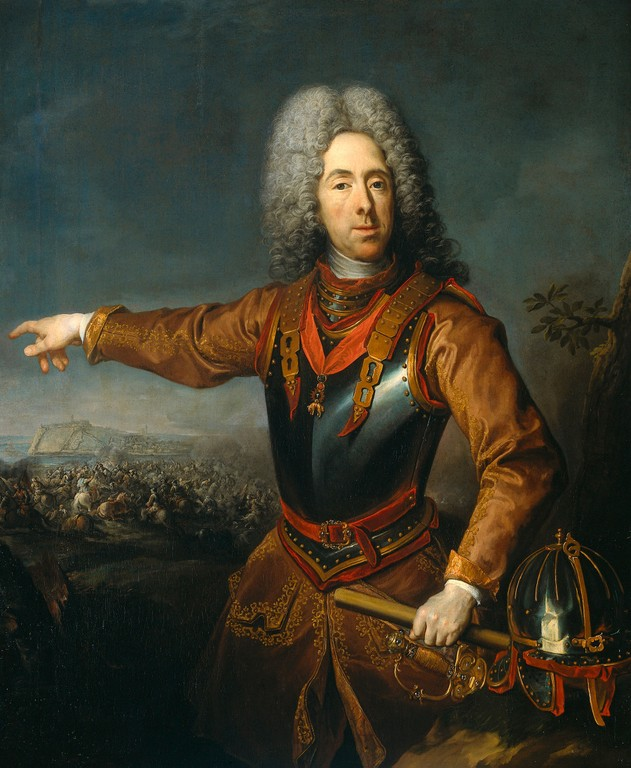
Savoyai Jenő

A törökök Bécs sikertelen ostroma után sorjában szenvedtek el vereségeket az osztrák csapatoktól. Miután II. Musztafa oszmán szultán katasztrofális és egyben döntő csapást szenvedett el Savoyai Jenőtől a zentai ütközetben, Temesváron lelt menedékre serege roncsaival. Temesvár török kézen maradt a karlócai béke megkötését követően is, mivel a Temesköz lakatlan volt és egyelőre nem tartottak rá igényt az osztrákok. 1716-ban viszont újabb török háború robbant ki. Az ismét Savoyai Jenő herceg vezette osztrák hadsereg a péterváradi csata után megtámadta Temesvárt. A harcok 48 napig tartottak, a város nagy részét az ágyúzás elpusztította, és végül Musztafa pasa, Temesvár utolsó török kapitánya, megadta magát. Johann Nepomuk Preyer, aki Temesvár polgármestere volt 1844 és 1858 között, monográfiát írt róla, amely 1853-ban jelent meg. Ebben azt írta, hogy Savoyai Jenő és a kapituláló törökök abban állapodtak meg, hogy a török lakosoknak el kell hagyniuk a várost, de a többiek (románok, szerbek, örmények, zsidók) a városban maradhattak, vagy elmehettek ingóságaikkal.

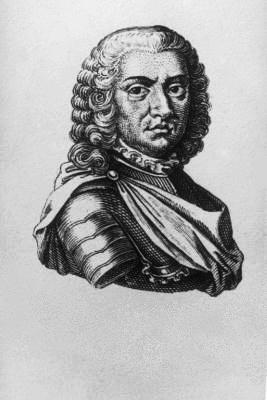
Claude Florimond de Mercy

Savoyai Jenő Claude Florimond de Mercy grófot bízta meg a Temesköz kormányzásával. Ez elkészített egy tervezetet a Bánság igazgatására vonatkozóan, amit Károly császár elfogadott, és ugyanakkor kinevezte szerzőjét a Temesi Bánság katonai és polgári vezetőjévé. 1719-ben kinevezték a Bánsági Igazgatóságot, és Temesvárt a régió székhelyévé tették.
A város lendületesen kezdett fejlődni. A császári hatalom nagyszabású lakosságtelepítésbe kezdett. Főleg katolikus németek jöttek (később a „sváb” gyűjtőfogalommal fogják őket nevezni), akik falvakat alapítottak a régióban, Temesváron pedig jelentős kézműves réteget alkottak.
1728 és 1732 között nagyméretű folyami szabályozások keretében megépítették a Béga-csatornát és lecsapolták a mocsarakat. A csatorna összekötötte Temesvárt a Béga folyón, a Tiszán és a Dunán keresztül a birodalom központi területeivel, és ezzel fontos hajózható útvonal alakult ki.
A mocsarak lecsapolása lehetővé tette a város teljes újjáépítését, melynek alaprajza Sébastien Le Prestre de Vauban francia hadi építész stílusában készült el. Már 1723-ban elkezdtek a város köré építeni egy csillag alakú erődítményrendszert, amelyet 1765-ben fejeztek be. Ebből máig megmaradt egy kis rész, amelynek 2011-ben befejezték a restaurálását. A falakon belüli város egymásra merőleges és egymással párhuzamos utcákkal épült. Ez az utcarendszer máig megvan a Belvárosban.
A Belvárosban két teret is kialakítottak. A egyiknek (mai nevén Unirii-tér) egyházi és közigazgatási jellege volt. Itt épült fel a római katolikus székesegyház (a dóm) 1736 és 1773 között, miután 1732-ben ideköltözött a csanádi püspök és káptalan. Ortodox templom (ma szerb ortodox székesegyház) is épült 1745 és 1748 között, minekutána ortodox püspöki székhely is lett Temesvár. Ugyancsak ezen a téren felépült eredetileg a Bányászati Hivatal, majd a vármegyeháza palotája (ma Szépművészeti Múzeum) és néhány magánház, mind barokk stílusban. A másik térnek (mai nevén Libertății-tér) főleg katonai jellege volt, bár a 18. századból itt csak az akkori városháza létezik még (ma a Temesvári Nyugati Tudományegyetem Zeneművészeti Kara). Ennek falában látható a török uralom alatti város egyetlen megmaradt emléke, egy feltehetően a városháza helyén lebontott fürdő arab betűkkel kőbe vésett alapítási felirata.

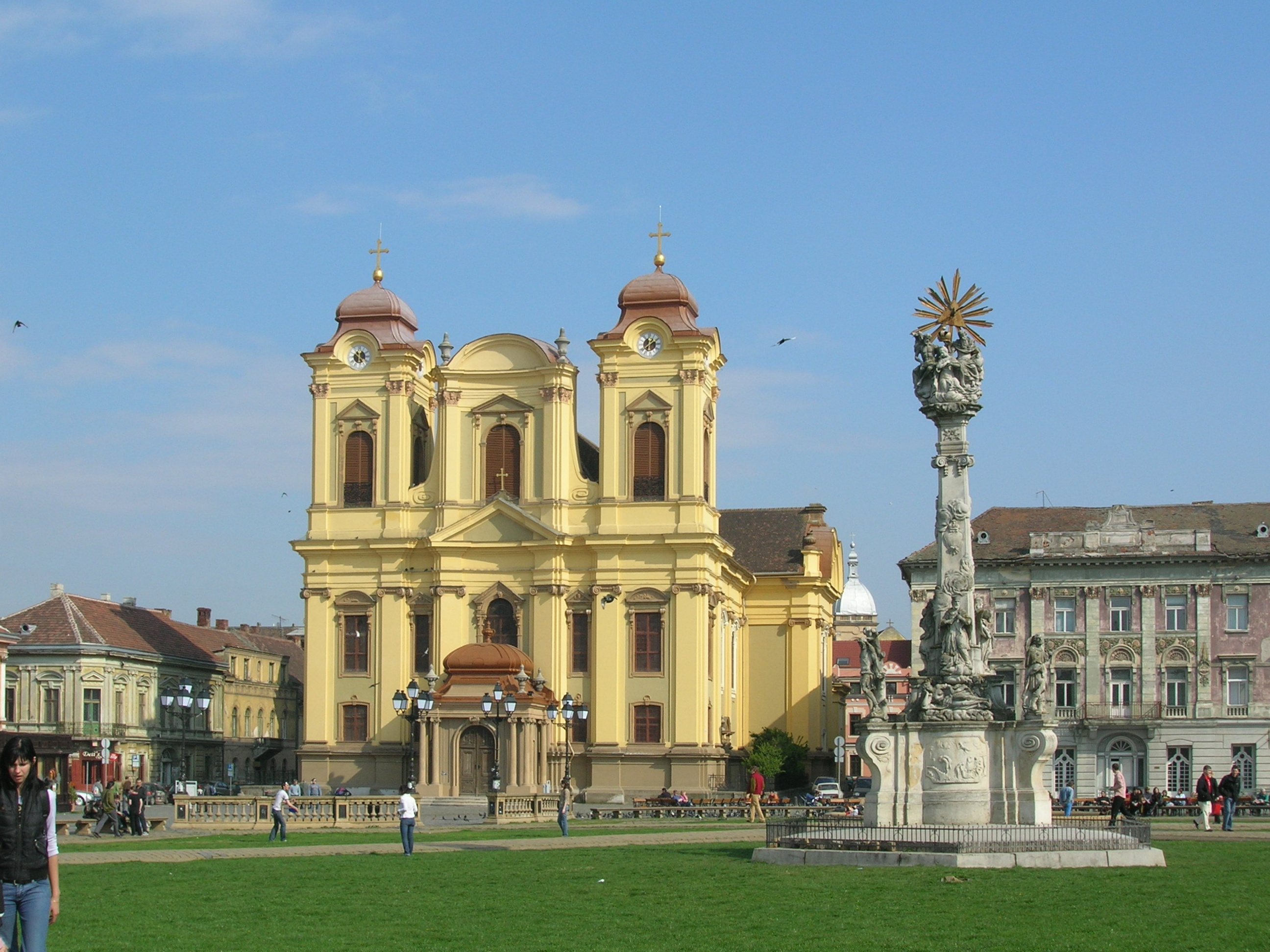
A római katolikus székesegyház

Az erődítményeken kívül is folyt az építkezés. Ekkor épült a későbbi Erzsébetváros, a Józsefváros és a Gyárváros, melyeket beépítetlen terület választotta el a várostól.
1751-ig a Bánság katonai igazgatás alatt állt, majd ezt polgári igazgatás váltotta fel. 1778-ban a régió újra a magyar királyság részévé vált, a határvidéken kívül. Ezzel megszűnt Temesvár státusza mint császári tartomány székhelye, de 1781-ben II. József szabad királyi városi előjogokat adományozott Temesvárnak, 1782-ben ünnepélyesen szabad királyi várossá avatták, majd 1790–1791-ben a magyar országgyűlés törvénycikkbe iktatta mint szabad királyi várost, és ezzel egy képviselői helyet és szavazati jogot kapott. Ez a státusz azzal is járt, hogy kikerült az 1780-ban visszaállított vármegye fennhatósága alól, maga választhatta meg a magisztrátusait, vámot szedhetett, vásárokat tarthatott, saját maga állapíthatta meg költségvetését, mentesült egyes adók befizetésétől, saját címere lehetett stb. Mindez nagy fejlődési lehetőségeket jelentett a város számára.

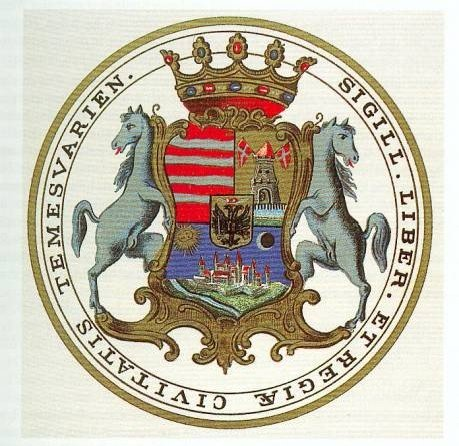
Temesvár pecsétje a címerével 1781-ben

A lakosság magisztrátusok (tanácsok) által vezetett felekezetekre oszlott. Az egyik katolikus, a másik ortodox volt (a szerbek és a románok alkották). Eleinte a várfalakon belül csak katolikusok lakhattak, az ortodoxok pedig a külvárosokban. Az ortodox magisztrátusnak a későbbi Gyárvárosban volt a székhelye. A kettő külön működött, de 1750-ben az osztrák kormányzat elrendelte egy ortodox tanácsos beválasztását a katolikus magisztrátusba és egy katolikusét az ortodoxba. 1759 és 1765 között egy ortodox városháza is felépült a belvárosban. Végül 1780-ban egyesítették a két magisztrátust. 1790. szeptember 1-jén szerb nemzeti kongresszust tartottak itt, melyen a magyarországi szerbek területi autonómiát és külön szerb kancellária felállítását követelték. II. Lipót szeptember 17-én megígérte, hogy amint magyar királlyá koronázzák, eleget tesz a kéréseiknek. 1790-ben jött létre a Temesvári Piarista Gimnázium a szentannai rendház és iskola áthelyezésével.
A 18. század folyamán és a 19. század első felében szerencsétlenségek is érték a várost: 1738–39-ben pestisjárvány áldozata lett kb. 1000 lakos a 6000-ből, majd tűzvész pusztította el majdnem az egész Nagy Palánk negyedet. A pestis- és kolerajárványok megismétlődtek, 1831-ben és 1836-ban is a kolera csökkentette a lakosok számát. 1797. október 19-én a várost és környékét földrengés rázta meg.
1809-ben, amikor I. Napóleon francia császár megtámadta Ausztriát, Temesvárra menekítették a Habsburg koronaékszereket és a magyar Szent Koronát.

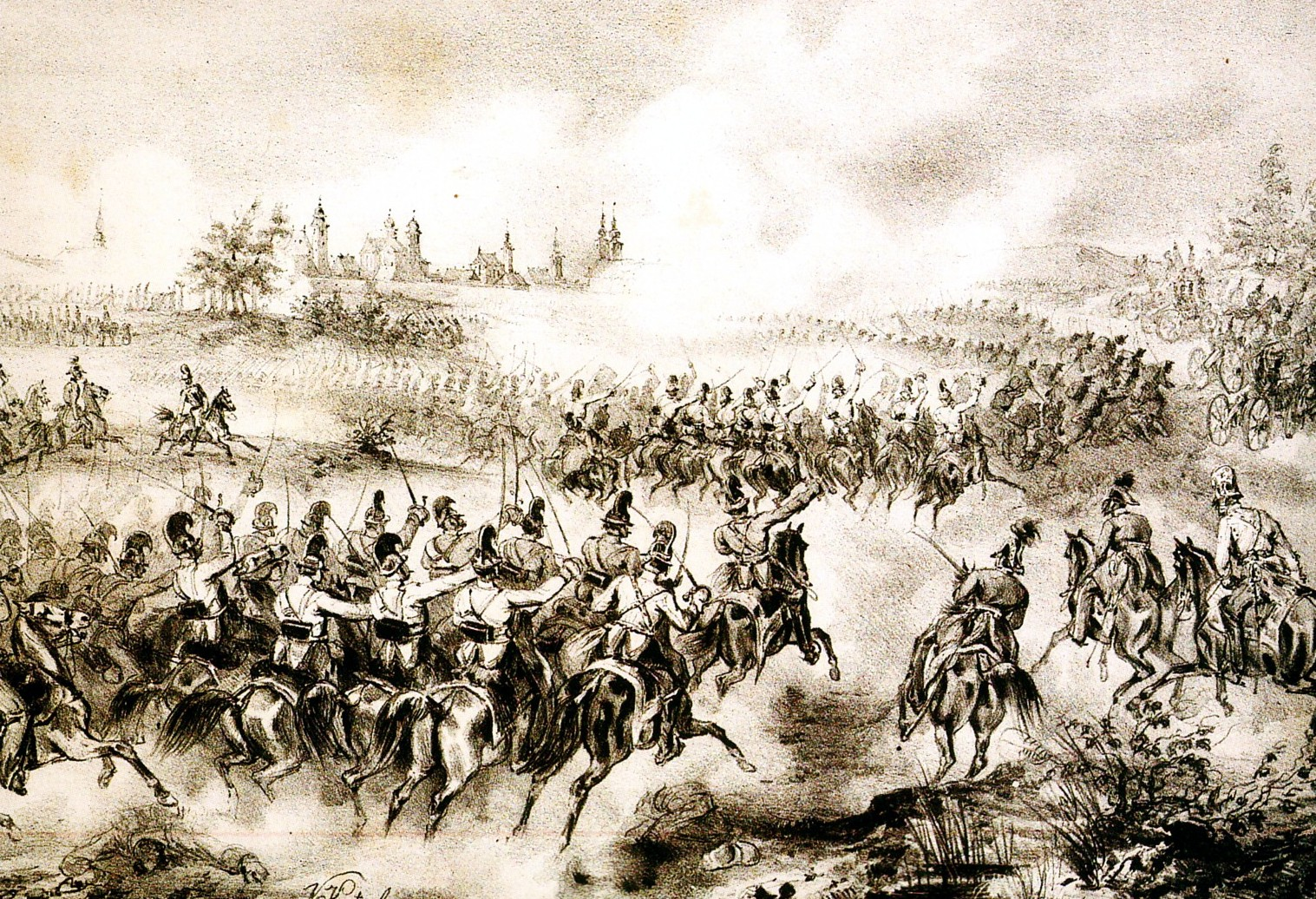
A temesvári csata (1849)

A magyar szabadságharc leverése után létrejött Szerb Vajdaság és Temesi Bánság

Temesvárt nem érte támadás 1716-tól 1849-ig. Ebben az évben a forradalmi csapatok 114 napon át ostromolták a várost sikertelenül, majd vereséget szenvedtek az osztrák csapatoktól. Ez volt az 1848–49-es forradalom és szabadságharc utolsó csatája.
A forradalom után az osztrákok újraszervezték a birodalmat. Megalkották a Szerb Vajdaság és Temesi Bánság nevű tartományt, amely Bécs közvetlen fennhatósága alá került, és Temesvár lett a székhelye. A város megtartotta a szabad királyi státuszát, és fejlődése új lendületet kapott a belső vámok megszüntetése és a nyugat-európai országokkal szemben gyakorolt protekcionista politika következményeként. Temesváron már addig is működött sörgyár, több malom, selyemszövöde, szappanmanufaktúra és szőnyegmanufaktúra, és 1858-ig több fontos létesítmény jött létre: 1850-ben a Kereskedelmi és Ipari Kamara, 1853-ban a távíró összeköttetés Budapesttel, 1857-ben a gázzal való közvilágítás és a város bekötése a birodalom vasúti hálózatába, 1858-ban a vasúti összeköttetés a báziási Dunakikötővel.
1860-ban a Bánság újból a Magyar Királyság részévé vált, és Temesvár fejlődése töretlenül folytatódott. Bankok támogatták az újabb ipari létesítményeket. Szeszt, öntöttvasat, gyufát, téglát, világító gázt, láncokat, kalapokat és csokoládét gyártó üzemek kezdték meg tevékenységüket. Ugyanakkor a város maga is korszerűsödött: 1869-ben megjelent a lóvasút; 1870 és 1880 között acélhidakkal helyettesítették a fából készülteket; 1871-ben vasútvonallal kötötték össze Temesvárt Araddal is; 1881-ben bevezették az első telefont; 1884-ben, London után a második európai városként, Temesvár villamos energiával kezdte működtetni a közvilágítást; 1895-ben leaszfaltozták a főbb utcákat; 1899-ben villamos kezdett közlekedni. A századfordulón lebontották az erődítményrendszer legnagyobb részét és sugárutakkal kötötték össze a Belvárost a külvárosokkal, melyeket egymás után foglalt magába a város.

## 1914-től 1956-ig
Az első világháború sok viszontagsággal járt Temesvár lakossága számára is. A háború végén Róth Ottó, német származású polgári radikális politikus megpróbálta elősegíteni a Bánság Magyarország hatáskörében való maradását úgy, hogy 1918. október 31-én megszervezte a Bánsági Néptanácsot, és kikiáltotta a Bánsági Köztársaságot, melynek fővárosa Temesvár lett. Többnemzetiségű jellege miatt a köztársaságot Svájc modelljére akarták megszervezni. Az új államot elfogadták a bánsági magyarok és németek, és elismerte a magyar kormány, de a szerbek és a románok Szerbiához, illetve Romániához akartak csatlakozni, és nem fogadták el. Végül a régiót szerb és francia csapatok szállták meg. Temesvárra november 14-én szerbek vonultak be, és átvették a város igazgatását, december 2-án franciák.

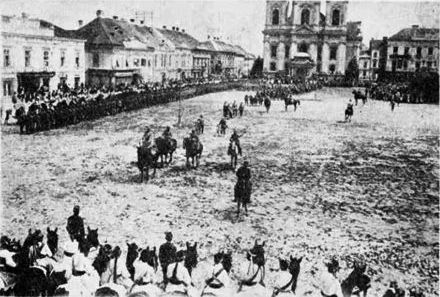
A román hadsereg egységei a Dóm-téren 1919. augusztus 3-án

1919-ben a Bánságot felosztották Románia és a későbbi Jugoszlávia között, Temesvár Romániához került, és a szerb csapatok kivonultak. Július 28-án felállították a román közigazgatást, és augusztus 3-án román hadiegységek vonultak be. Másnap a román állam szerződést írt alá az Antanttal a Bánság Romániához kerülő részéről. 1919 novembere és 1920 januárja között temesvári polgárcsaládok kamasz gyermekei – főként a Temesvári Piarista Főgimnázium tizenhét–tizennyolc éves, a cserkészmozgalomban is aktív diákjai – összeesküvést szerveztek a városban állomásozó román katonák lefegyverzésére. A megszálló román hatóságok 44 személyt vádoltak meg államellenes összeesküvéssel és felségsértéssel; a később leventepernek nevezett eljárás a Tiszti Kaszinó épületében zajlott március–április folyamán. Júniusban a trianoni békeszerződés rögzítette a helyzetet.

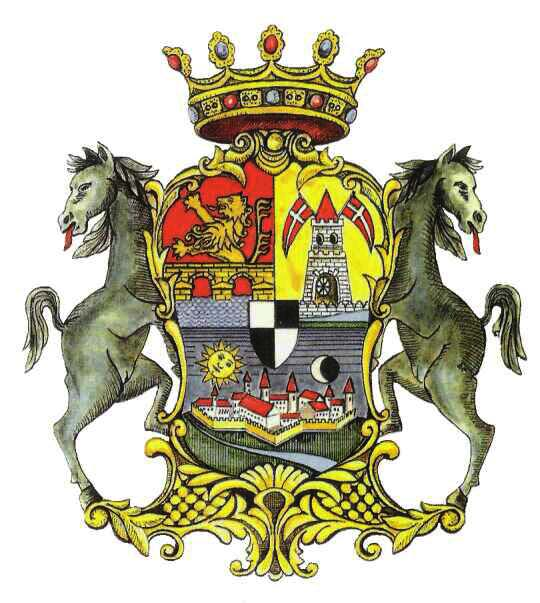
Temesvár címere a Román Királyságban

A két világháború között Temesvár lakosságának az etnikai összetétele a románok javára kezdett változni. Több román ortodox templom épült, 1936 és 1940 között felépítették a román ortodox székesegyházat. A város tovább fejlődött, például azzal, hogy felsőoktatási központtá vált 1920-ban, a Műszaki Iskola (ma Műszaki Egyetem) létrejöttével.
A második világháború vége felé, 1944-ben, hosszú idő után először szenvedett el Temesvár közvetlenül háborús pusztításokat. Júliusban a szövetségesek légierői bombázták. Az augusztus 23-i kiugrás után, 26-án a román csapatok foglyul ejtették a német parancsnokság személyzetét, majd szeptemberben német csapatok megpróbálták elfoglalni a várost, de a román csapatok megvédték, majd szovjet csapatok vonultak be. Októberben a német légierő intézett pusztító támadást a város ellen.
A háború után 1958-ig maradtak szovjet katonai egységek Temesváron. Ez a város is átélte a kommunista hatalommal járó változásokat: a vállalatok államosítását, a polgárság üldözését, az egyházi iskolák – köztük a Temesvári Piarista Gimnázium – megszüntetését stb. Ugyanakkor fejlődés is volt tapasztalható, például a felsőoktatás terén. Bővült a már meglévő Műszaki Iskola, az 1944-ben alapított Orvostudományi Egyetem és az 1945-ben létrejött Agrártudományi Kar, majd önálló egyetem. A negyedik állami felsőoktatási intézmény, a mai Nyugati Tudományegyetem 1962-ben fog megalakulni.

## 1956 Temesváron
A magyar 1956-os forradalom hatására Temesváron is voltak megmozdulások, a legnagyobb méretűek Romániában. Október 27-re a Román Munkáspárt helyi aktivistái gyűlésekre hívták össze az egyetemistákat azzal a szándékkal, hogy úgymond felvilágosítsák őket a magyarországi eseményekről, de a Műszaki Főiskola különböző karain lezajló gyűlések tervezett menetét a diákok elterelték, tiltakozva a forradalom hivatalos értelmezése ellen.
Másnap az egyetemisták egy nagygyűlést kezdtek szervezni, amelyre hivatalosságokat is meghívtak, hogy ezek válaszoljanak kérdéseikre. A gyűlésre egy emlékiratot készítettek elő, amelyben kérték a személyi kultusz felszámolását, a szovjet csapatok távozását, szólás- és sajtószabadságot az érvényben levő alkotmány szerint, a lakosság életkörülményeinek a javítását, több világnyelv tanulásának a választhatóságát a kötelező orosz helyett, az ideológiai jellegű órák számának a csökkentését stb. A gyűlés 30-án egy nagy előadóteremben kezdődött, de mivel egyre több diák jött, áttették egy nagy menzába. Ekkor már kb. 1000-en voltak jelen, a temesvári egyetemisták majdnem fele. A felszólalók az emlékirat szellemében beszéltek, kifejezték szolidaritásukat a magyarországi forradalmárokkal, és más követeléseket is megfogalmaztak, többek között azt, hogy vessenek véget Románia gazdasági kizsákmányolásának a Szovjetunió által. A hivatalosságok nem válaszoltak a kérdésekre, hanem kivonultak azzal, hogy majd egy későbbi gyűlésen fogják megtenni. Az egyetemisták megvitatták és kiegészítették az emlékiratukat, majd megválasztottak egy bizottságot, amely hivatott volt azt benyújtani a hatóságoknak. Elhatározták, hogy, ha november 2-ig nem kapnak választ, tüntetéseket és sztrájkokat fognak szervezni. Közben a Securitate, a rendőrség és a hadsereg erői már körülvették a menza környékét tankokkal és teherautókkal. Este sok diákot letartóztattak a menzában, köztük a vezetőiket, és a Securitate celláiba zárták. Egész éjjel folytak a letartóztatások, és több száz diákot elhurcoltak katonai barakkokba, Temesvártól 20 km-re.
Másnap kb. 1000 egyetemista tüntetett a városközpontban, követelve társaik kiszabadítását. A hatósági erők brutálisan léptek közbe, körülvették és verték őket, lövéseket is leadtak a levegőbe, majd mindet teherautókra kényszerítették és elszállították. Az Orvostudományi Egyetem diákjai szolidaritási sztrájkba léptek. A megtorló erők a levegőbe és az ablakokra leadott lövésekkel kikényszerítették őket a kollégiumukból és letartóztatták őket is. Erre gimnáziumi tanulók is tüntetni kezdtek. 30-ukat letartóztatták, de néhány nap múlva szabadon engedték.

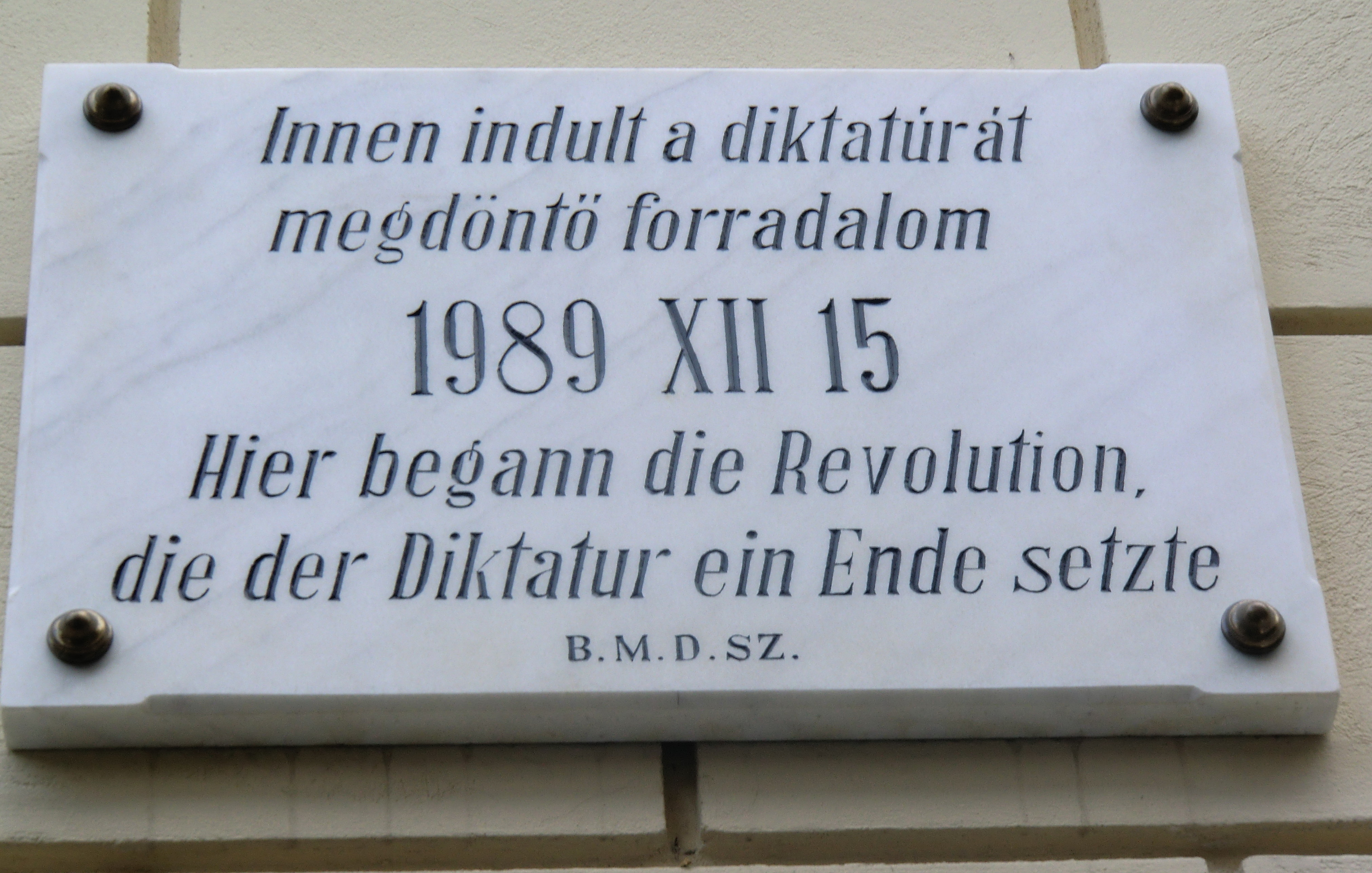
Emléktábla az 1989-es forradalom kitörésének helyén

A katonai egységekbe vitt immár kb. 2000 egyetemista fiúk és lányok közül 868-at tartottak tovább fogságban. Végül 29-et állítottak bíróság elé, a vezetőket előbb súlyos, halálos ítéletet is lehetővé tevő vádakkal, majd enyhítve ezeket. 26-ot ítéltek el három hónaptól nyolc évig terjedő börtönbüntetésre.

## 1956-tól 1989 végéig
A 60-as és a 70-es években az intenzív iparosítás sok vállalatot hozott a városba, ami nagyméretű városodáshoz vezetett. Ennek következményeként a lakosság száma jelentősen megnövekedett. Az egész országból betelepülők, főleg románok, teljesen megváltoztatták az etnikai arányokat.

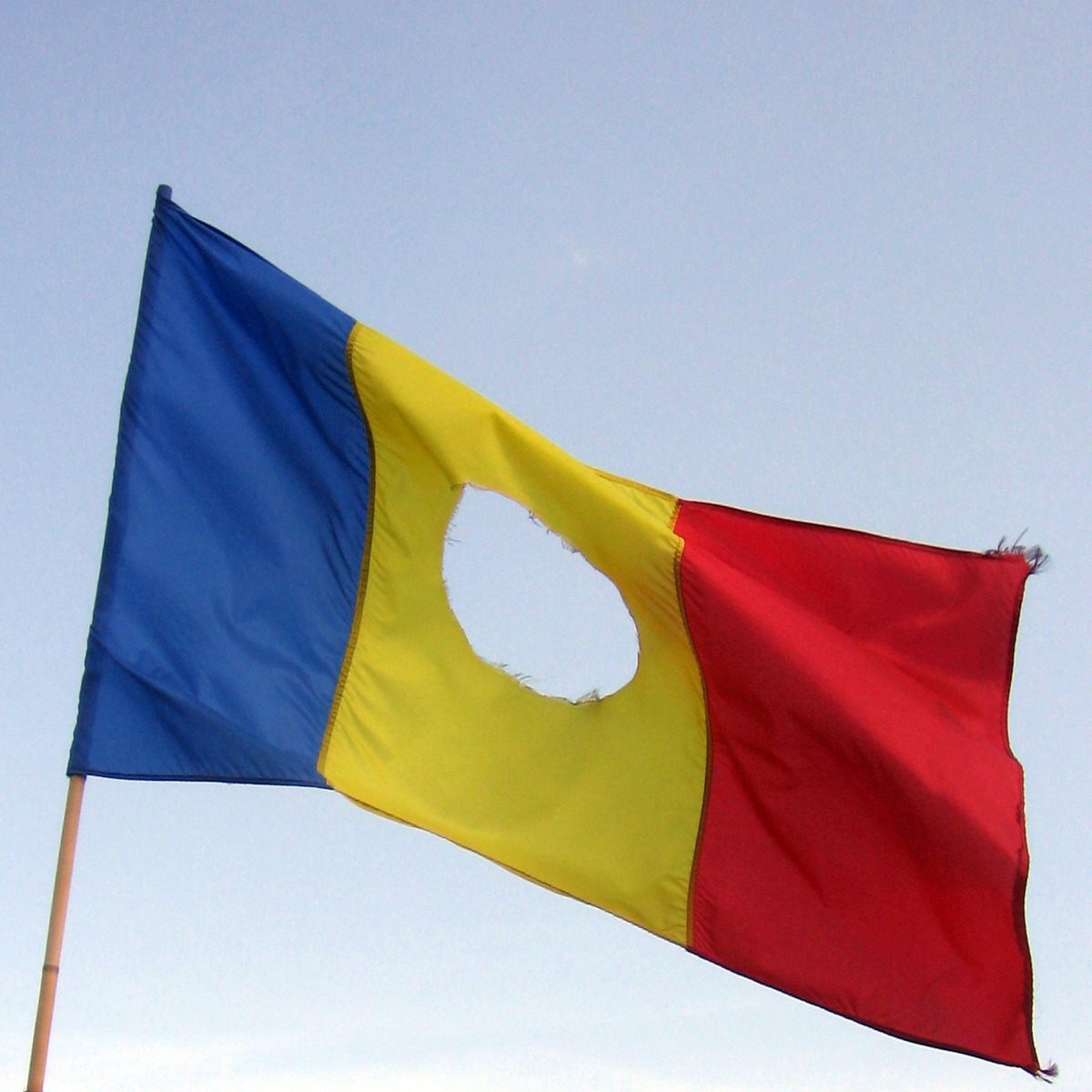
Temesváron jelenik meg először a lyukas román zászló (1989. december)

A közelmúlt legfontosabb eseménye Temesváron az 1989-es romániai forradalom kezdete volt. Az események a temesvári református templomtól és parókiától indultak ki. December 15-én ennek lelkészét, Tőkés Lászlót, aki már ismert volt a Ceaușescu-rendszer elleni megnyilvánulásairól, ki akarták lakoltatni, és át akarták helyezni, de ő ellenállt. A templom előtt összegyűlt református hívek kis csoportjának néma szolidaritási gesztusából 16-a délutánjára tömeges Ceaușescu-ellenes tüntetés lett. A tüntetések december 20-ig folytatódtak. A Securitate, a rendőrség és a hadsereg egységei brutálisan léptek fel, 978 személyt letartóztattak, mitöbb, éles lőszerrel lőttek a tömegre.
December 20-án a Securitate és a rendőrség eltűnt az utcákról, és a hadsereg nem lépett többé fel a tüntetők ellen. Egy, az Opera előtt összegyűlt tömegből kivált csoport megszerveződött Román Demokratikus Front néven, megfogalmazta a tüntetők követeléseit és kihirdette azokat, valamint kinyilvánította, hogy Temesvár Románia első szabad városa, miközben máshol az országban még nem történt semmi.
December 22-én este, miután délben Ceaușescu elmenekült a fővárosból, lövöldözések törtek ki Temesváron is, amelyek december 25-ig, a Ceaușescu házaspár kivégzéséig tartottak. A temesvári események áldozatainak száma 93 halott (73 december 16-a és 22-e között és 20 azután), valamint 373 sebesült (296 16-a és 22-e között és 77 azután) volt.